# David Poile
David Robert Poile (* 14. Februar 1949 in Toronto, Ontario) ist ein ehemaliger kanadischer Eishockeyspieler und derzeitiger -funktionär. Von 1998 bis 2023 war er als General Manager der Nashville Predators tätig und ist für das Team weiterhin beratend aktiv. Zuvor war er in gleicher Rolle bei den Washington Capitals (1982–1997) tätig und ist der General Manager mit den meisten Spielen und Siegen in der NHL-Historie. Seit 2024 ist er Mitglied der Hockey Hall of Fame.

## Karriere als Spieler
David Poile, der Sohn des Hall of Famers Bud Poile, spielte von 1967 bis 1970 für die Northeastern University in der National Collegiate Athletic Association. Danach spielte er in der Saison 1970/71 für die Braintree Hawks und Rochester Americans.

## Karriere als General Manager
Bevor Poile GM der Nashville Predators wurde, arbeitete er bereits für die Calgary Flames und den Washington Capitals, bei denen er 15 Jahre lang als GM tätig war. Poile war auch General Manager vom U.S. National Team in den Jahren 1998 und 1999. In der Saison 2000/01 erhielt er die Lester Patrick Trophy, die bereits sein Vater Bud Poile erhielt.
Unter seiner Führung erreichten die Predators das Finale der Playoffs 2017, unterlagen dort allerdings den Pittsburgh Penguins. Im März 2018 verzeichnete er seinen insgesamt 1320. NHL-Sieg als General Manager und übertraf damit die vorherige Bestmarke von Glen Sather. Ebenfalls überbot er Sather (2700) in absolvierten Spielen als „GM“, wobei er im Oktober 2022 seine 3000. Partie feiern konnte. Die Saison 2022/23 ist zudem seine 41. ununterbrochene Spielzeit als General Manager in der NHL, was ebenfalls einen Bestwert darstellt. Im Februar 2023 gab er bekannt, zur Saison 2023/24 von seinen Funktionen zurückzutreten und diese an seinen früheren Cheftrainer Barry Trotz zu übergeben. Den Predators blieb er dabei in beratender Funktion erhalten.
Im Jahre 2024 wurde Poile in die Hockey Hall of Fame gewählt.

## Erfolge und Auszeichnungen

### Als Spieler
- zweifacher Team Most Valuable Player des Northeastern University Eishockey Teams
- Paul Hines Award 1968

### Als General Manager
- Lester Patrick Trophy 2001
- NHL General Manager of the Year Award 2017
- Aufnahme in die United States Hockey Hall of Fame 2018
- Aufnahme in die Hockey Hall of Fame 2024